# Saraqusta Film Festival
El Saraqusta Film Festival (SFF) es un festival cinematográfico y televisivo que viene siendo organizado anualmente por el Ayuntamiento de Zaragoza desde 2021 y que está especializado en películas históricas. Su nombre procede de la denominación durante la dominación árabe de la ciudad de Zaragoza. Es conocido también de forma más descriptiva como Festival Internacional de Zaragoza de Cine y Series de Historia. Su sección competitiva otorga varios premios conocidos como «Dragón de Oro» y «Dragón de Plata».

## Historia
El Festival nació en 2021 como resultado de una idea del cineasta José Ángel Delgado, quien fue su director, para crear un festival cinematográfico especializado en películas históricas. La propuesta fue asumida por el Ayuntamiento de Zaragoza, que contó con el apoyo de la Diputación Provincial de Zaragoza y el Gobierno de Aragón. La primera edición, celebrada en 2021, se vio negativamente afectada por la pandemia de COVID-19. Pese a ese obstáculo el certamen se repitió al año siguiente y celebró su cuarta edición en 2024, consolidándose poco a poco en el apretado calendario de festivales cinematográficos españoles.

## Estructura

### Sección oficial
La sección oficial comprende las películas que compiten por los distintos premios. Los filmes se dividen en dos tipos: largometrajes de ficción y documentales. Los primeros deben tener una duración mínima de sesenta minutos. Los documentales deben tener una duración mínima de cuarenta y cinco minutos. En ambos casos deben haber sido realizados en un plazo de algo más de un año y medio antes del comienzo del festival y estar ambientados en una época pasada o versar sobre un tema histórico.
Se conceden dos premios principales denominados «Dragón de Oro»; uno al mejor largometraje de ficción y otro al mejor documental. En la cuarta edición conllevaban una dotación económica de seis mil euros. También se otorgan varios galardones menores denominados «Dragón de Plata» que recompensan a los mejores actor, actriz, director y guion. El jurado que decide la concesión de los trofeos es multidisciplinar e incluye a profesionales del cine, críticos e historiadores. Por último, se concede un «Premio Jurado Joven» decidido por un jurado compuesto por personas jóvenes. Los premios menores estaban dotados con mil euros en la cuarta edición.

### Otras secciones
En las primeras ediciones se organizó una sección no competitiva dedicada a la muestra de series de televisión. Sin embargo, la experiencia demostró que el SFF no podía rivalizar con los festivales expresamente dedicados a la televisión y la sección se reconfiguró en la tercera edición como «Panorama Saraqusta», una muestra no competitiva paralela a la sección oficial.
En la cuarta edición se añadió una sección de Documental Aragonés, cuya proyección se realizó en horario matinal en el Museo del Teatro de Caesaraugusta. Su finalidad es promocionar el trabajo de los profesionales de la región y tampoco es competitiva. La entrada a las proyecciones es libre hasta completar aforo.
Por último, se realizan proyecciones especiales fuera de concurso con motivo de la inauguración, la clausura o como homenaje a determinadas personas que reciben premios honoríficos. Estas proyecciones especiales no tienen que ser necesariamente de películas de reciente estreno.

## Otras actividades

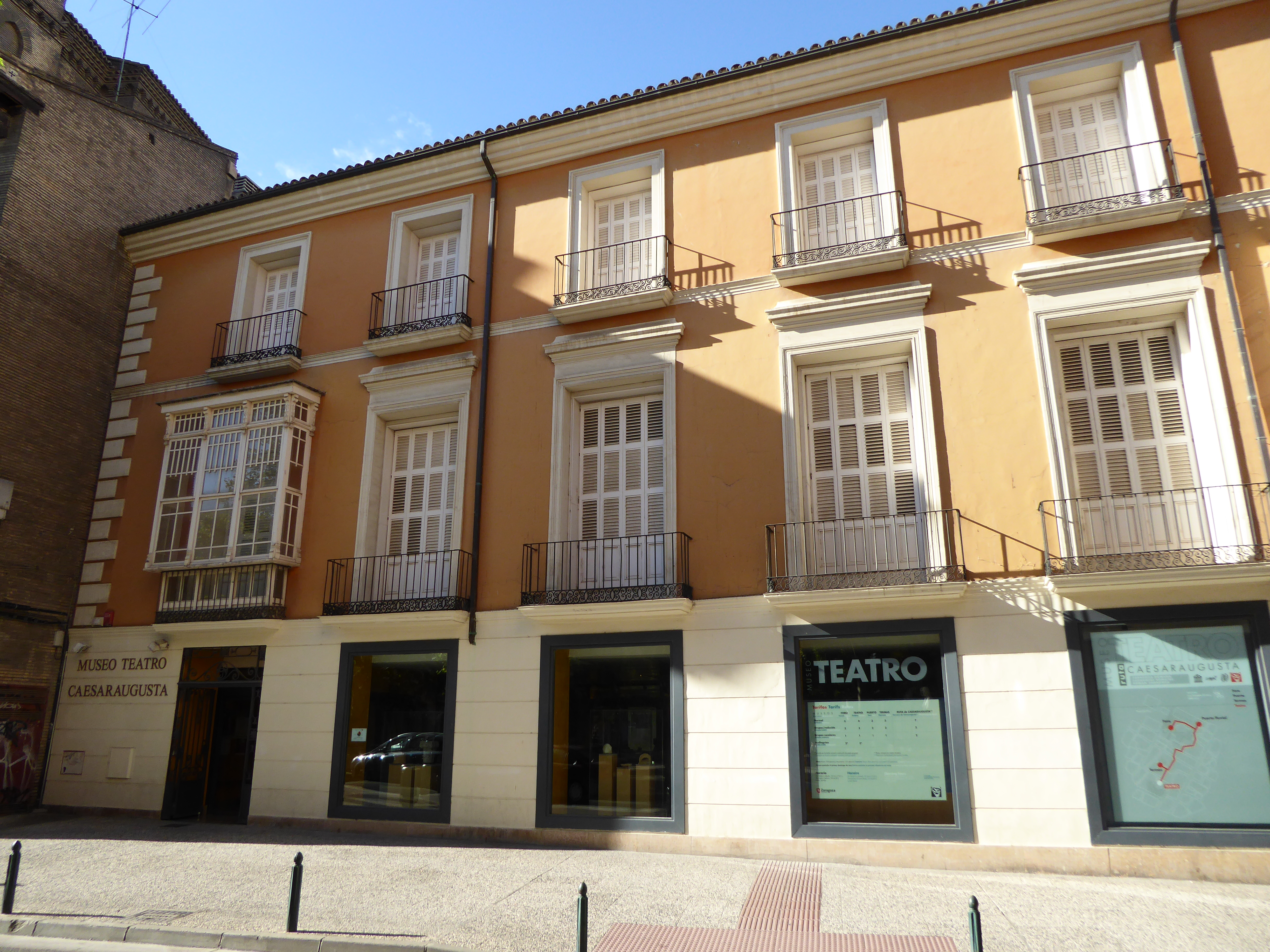
El Museo del Teatro de Caesaraugusta fue sede del Festival desde el primer año y lugar de celebración de las ruedas de prensa.

Además de las proyecciones de las distintas secciones, se organizan mesas redondas sobre diversos temas relacionados con la creación audiovisual. Y se celebran ruedas de prensa diarias para informar del desarrollo del festival. Se concede también el denominado «Premio Saraqusta», un galardón honorífico que recae en profesionales del audiovisual cuya trayectoria ha tenido relación con películas de temática histórica. Algunos de los homenajeados han sido los actores Rodolfo Sancho, Joaquim de Almeida y Fabio Testi, el productor Andrés Vicente Gómez y los directores Agustí Villaronga y Antonio del Real.

## Evolución
En su breve historia, el Festival ha ido creciendo y consolidándose poco a poco. Mientras que para la segunda edición se recibieron cuatrocientas cincuenta candidaturas procedentes de sesenta y ocho países distintos, en la cuarta edición fueron setecientas treinta y cuatro las películas que presentaron su candidatura para ser incluidas. Además, en esa misma edición tres mil ochocientas personas asistieron a las diferentes proyecciones. El objetivo inicial de sus organizadores es convertir al SFF en el certamen cinematográfico más importante de Zaragoza y abrirle un hueco en el apretado calendario de festivales cinematográficos que se celebran en España.

## Ediciones
| Ediciones                          |
| 2021 · 2022 · 2023 · 2024 · 2025 · |